# Féldrágakő
A féldrágakő olyan ásványi anyagok gyűjtőneve, melyek a valóságos drágaköveknél kisebb értékűek, vagyis nem teljesítik a drágakő legalább egy jellemzőjét. Szép, kemény kövek, melyekből ékköveket, ékszereket és kisebb tárgyakat készítenek.

## Leírása
A „féldrágakő” a kereskedelemben használatos gyűjtőfogalom, valamint a vámtarifaszámok között létező kategória, mely mindazon ásványokra és kőzetekre értenek, amelyek ugyan nem drágakövek, de mégis ékszereket készítenek belőlük.
Az ékszeriparban felhasznált ásványok és kőzetek többségénél a keménység az egyik legfontosabb  tulajdonság, amitől alkalmassá válnak a feldolgozásra. Általánosságban minden olyan ásványból, ami legalább olyan kemény, mint a kvarc, jó eséllyel ékszert is  készítenek. A kvarcot azért veszik alapul, mert a levegőben szálló por jelentős része igen apró kvarctörmelék, ami folyamatosan karcolja, koptatja és  ezáltal elmattítja a szépen felpolírozott ékköveket, ha azok nem elég kemények. Persze gyakran a szépségnek, a dekoratív megjelenésnek engedve kevésbé kemény ásványokat is felhasználnak, mint például a fluorit, a lápisz vagy a malachit.
Féldrágakő tehát bármilyen közönséges ásványból vagy kőzetből lehet, amelynek a megmunkálására, feldolgozására, csiszolására, polírozására, majd befoglalására vagy felfűzésére valaki hajlandó elegendő munkát fordítani, vagyis a nagy, szürke átlagnál nemesebbé tenni azt.

## Ismertebb féldrágakövek
- ametiszt – az ametiszt az ékszergyártásban közkedvelt anyag. Lila féldrágakő, amely a lila különböző árnyalataiban fordulhat elő – a lilástól, a sötétlilán át egészen a pirosas liláig. Neve a görög „amethüsztosz” szóból ered, jelentése: nem részegítő.
- hegyikristály
- karneol
- lazurit
- ónix
- achát
- opál
- turmalin
- malachit